# Familia Addams

De la stânga la dreapta: Pugsley, Miercuri (Wednesday), Gomez, unchiul Fester și Morticia.

Familia Addams (engleză: The Addams Family) este o familie fictivă, creată de desenatorul american Charles Addams. Fiind numită după Charles Addams, membrii familiei Addams sunt: Gomez, Morticia, unchiul Fester, Lurch, bunica, Miercuri, Pugsley/ Pubert Addams și Thing.
Familia Addams este o inversiune satirică a familiei americane ideale; un clan excentric și îmbelșugat ce se delectă în macabru și sunt incoștienți (sau chiar nu le pasă) că ceilalți îi cred bizari sau înfricoșători. Au apărut inițial ca un grup a 150 de panouri de desen unice, dintre care jumătate au fost publicate în revista The New Yorker, între debutul lor în 1938 și moartea lui Addams în 1988. De atunci, familia a fost adaptată în seriale de televiziune (atât în acțiune pe viu, cât și animate), filme, jocuri video și un musical.

## Membri
- Gomez Addams – El este patriarhul familiei, un tată grijuliu și entuziast, care este într-o enormă dragoste cu soția lui, Morticia. Își petrece timpul cu activități neobișnuite în casă, deobicei împreună cu unchiul Fester. Se face cunoscut prin mustața lui.
- Morticia Addams – La fel ca și soțul ei, este foarte mult implicată în creșterea copiilor ei și apreciează atenția pe care i-o dă soțul ei. Hobby-urile sale sunt arta și să aibă grijă de plante. Poate fi descrisă ca o femeie fatală și este mereu văzută purtând haine gotice. Gomez îi spune "Tish". Reacția Morticiei este: "O, Gomez !".
- Wednesday („Miercuri”) Addams – Fiica inteligentă a lui Gomez și Morticia și sora mai mică a lui Pugsley. Poate fi descrisă ca o fată cu entuziasm mic, căreia îi place să își tortureze fratele cu obiecte periculoase, deși într-o atmosferă prietenoasă. Wednesday se face cunoscută prin părul ei prins în două cozi și pentru apariția feței ei serioase.
- Pugsley Addams (înainte cunoscut ca Pubert Addams) – Fiul lui Gomez și Morticia și fratele mai mare al lui Wednesday. El este un băiat gras cu păr blond care este descris ca fiind puțin prost. Are o legătură strânsă cu sora sa dar îi place să o terorizeze. Are și un laborator unde face tot felul de experimente.
- Unchiul Fester (en.: Uncle Fester) – Fratele chelios și mai bătrân al lui Gomez, ce are un interes special de a se exploda pe sine. El de multe ori se alătură planurilor lor neobișnuite, ducând-le la limită.
- Bunica Addams (en. Grandmama Addams) – Mama lui Gomez si a unchiului Fester, soacra Morticiei și bunica lui Wednesday și Pugsley. Ea este o vrăjitoare cu puteri parapsihologice, exprimate prin globul ei de cristal, pe care îl folosește pentru ramura sa de ghicitoare.
- Lurch – Majordomul cu piele albă a familiei Addams. Este foarte înalt și puternic și intimidează majoritatea oaspeților, dar este, de fapt, dulce. Nu prea vorbește și de obicei răspunde cu o voce profundă.
- Thing – Animalul de companie al familie, care este doar o mână. Mereu ajută familia, dându-le obiecte și deși trăiește într-o cutie, poate merge oriunde în casă.
- Vărul Itt (en.: Cousin Itt) – Vărul unchiului Fester, lui Gomez, Wednesday și Pugsley și vărul prin alianță al Morticiei. Se face cunoscut prin corpul său acoperit în întregime de păr și vocea pițigăiată cu limbaj jargonic. El și unchiul Fester au o legătură aparte.

## Adaptări

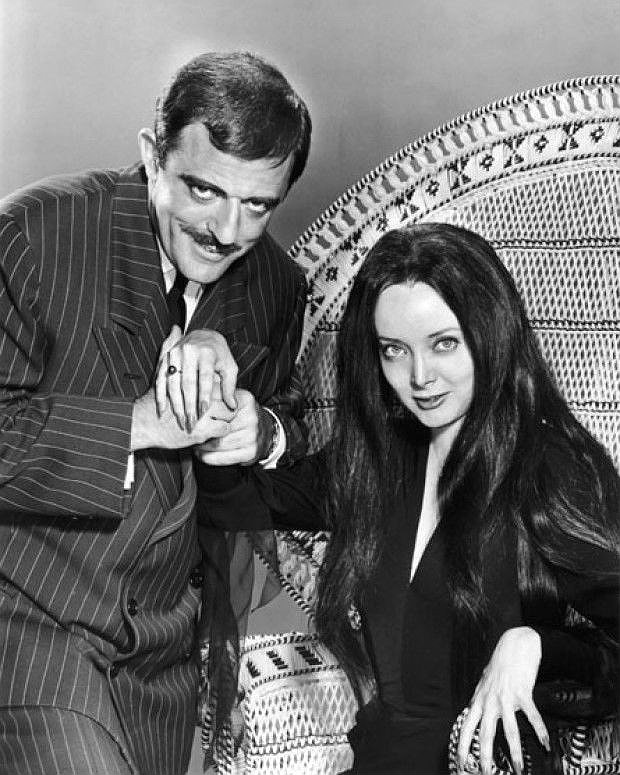
Gomez și Morticia Addams din serialul The Addams Family (1964-1966)

### Filme
- Halloween-ul cu noua familia Addams (en.: "Halloween with the New Addams Family") – 1977
- Familia Addams (en.: "The Addams Family") – 1991
- Valorile familiei Addams (en.: "Addams Family Values") – 1993
- Reuniunea Familiei Addams (en.: "Addams Family Reunion") – 1998
- Familia Addams (en: "The Addams Family") - 2019
- Familia Addams 2 (en: "The Addams Family 2") - 2021

### Seriale de televiziune
- Familia Addams – 1964-1966
- Noua familie Addams (en.: "The New Addams Family") – 1998-1999
- Wednesday - producție Netflix, 2022

### Seriale de animație
- Familia Addams (en.: "The Addams Family") – 1973-1975
- Familia Addams – 1992–1993
- Adult Wednesday Addams (2013-2015), parodie neoficială, rolul principal revenindu-i domnișoarei Melissa Hunter

### Jocuri video
- Căutarea lui Fester (en.: "Fester's Quest") – 1989
- Familia Addams – 1991
- Familia Addams: Vânătoarea de comori a lui Pugsley (en.: "The Addams Family: Pugsley's Scavenger Hunt") – 1993
- Addams Family Values (1994)
- The New Addams Family Series (prin anii 90)

### Pinball
- Familia Addams  – 1992

### Cărți
- The Addams Family (1965)
- The Addams Family Strikes Back [1] (1965)
- The Addams Family: An Evilution [2] (2010)

### Musical
- Familia Addams – 2010

## Legături externe
- Materiale media legate de Familia Addams la Wikimedia Commons
- Pagina de internet despre fundația "Addams"
- Familia Addams (1937) la Toonopedia.
- Musicalul Familia Addams (official site)
- Familia Addams la TVLand.com.com
- Familia Addams la Tribe.net Arhivat în 22 iulie 2010, la Wayback Machine.
- Interviu cu Lisa Loring (Wednesday) și Ken Weatherwax (Pugsley) la The Future and You (în spatele scenei în televiziunea de comedie Familia Addams)
- Noua Familie Addams la TV.com
- Noua Familie Addams la Internet Movie Database
- Musical-ul "Familia Addams" la Internet Broadway Database

1. ↑  Riposta familiei Addams
2. ↑  Familia Addams: Evoluție cu năbădâi